# Jónský modus
Jónský modus je pojem z oblasti hudební nauky, který se používá pro posloupnost tónů diatonické durové stupnice zahrané od jejího prvního stupně (tj. jónský modus zní stejně, jako sama diatonická durová stupnice).
V terminologii používané v antickém Řecku, odkud názvy církevních modů pocházejí, byl jónský modus nazýván lydický – dnes je tento název používán pro modus od čtvrtého stupně durové stupnice.

## Vlastnosti jónského modu
Jónský modus vznikne z durové stupnice jejím zahráním od prvního stupně, například v případě C dur je základním tónem jónského modu C a znění jónského modu: c-d-e-f-g-a-h.
Nejbližším tvrdším modem je lydický modus, který se od jónského liší zvětšenou kvartou. Nejbližším měkčím modem je mixolydický modus, který se od jónského liší malou septimou.

### Intervalové složení
| Stupeň   | Interval      | Příklad – C dur |
| -------- | ------------- | --------------- |
| I        | Prima         | c               |
| II       | Velká sekunda | d               |
| III      | Velká tercie  | e               |
| IV       | Čistá kvarta  | f               |
| V        | Čistá kvinta  | g               |
| VI       | Velká sexta   | a               |
| VII      | Velká septima | h               |
| VIII = I | Oktáva        | c               |

## Složení v jednotlivých tóninách
Složení jónského modu je ve všech tóninách shodné se složením durové stupnice a lze je tedy najít v seznamu durových stupnic.

## Charakteristické akordy
Pro jónský modus je charakteristický durový kvintakord, ze septakordů pak velký septakord.
Kompletní tónový materiál modu je vyjádřen sedmizvukem (tercdecimovým akordem) {\displaystyle X^{13/7maj}\,\!} (X je základní tón jónského modu).
Následující tabulka obsahuje charakteristické akordy jónského modu v tónině C dur.
| Typ akordu         | Značka (C dur)                  |
| ------------------ | ------------------------------- |
| Kvintakord         | {\displaystyle C\,\!}           |
| Septakord          | {\displaystyle C^{7maj}\,\!}    |
| Nonový akord       | {\displaystyle C^{9/7maj}\,\!}  |
| Undecimový akord   | {\displaystyle C^{11/7maj}\,\!} |
| Tercdecimový akord | {\displaystyle C^{13/7maj}\,\!} |

Použitelné jsou i další akordy, které vzniknou vynecháním některých intervalů v {\displaystyle C^{13/7maj}\,\!}, například:
- {\displaystyle C^{6},C^{7maj/6},C^{add9}\,\!}